# 608e régiment de pionniers
 (octobre 2012).
Si vous disposez d'ouvrages ou d'articles de référence ou si vous connaissez des sites web de qualité traitant du thème abordé ici, merci de compléter l'article en donnant les références utiles à sa vérifiabilité et en les liant à la section « Notes et références ».
Le 608e régiment de pionniers est un régiment militaire français qui a servi lors de la Seconde Guerre mondiale.

## Historique
Le régiment est formé le 6 septembre 1939 à Autun. Comme tous les régiments de pionniers, ça n'est pas une unité combattante, mais un corps chargé du renforcement des positions. Il est essentiellement composé de soldats âgés d'environ 35 ans et est faiblement armé, doté d'un équipement mal adapté. Jusqu'en 1940, il est affecté à la Ligne Maginot, secteur calme mais exposé à l'artillerie ennemie .
C'est un élément organique de corps d'armée (non endivisionné). Le 8 de 608 indique qu'il dépend du 8e corps d'armée, 8ème Région Militaire,. Le régiment est composé de trois bataillons ayant chacun quatre compagnies, et d'une section de commandement, soit environ 2600 hommes.

### Commandants
- Colonel Herique du 6 septembre 1939 au 14 juin 1940
- Capitaine Tainturier (et/ou Rousseau[pas clair]) du 14 juin au 17 juin 1940